# Nju-ejdž
Nju ejdž (engl. New Age, u prevodu: novo doba) označava različite društvene pokrete na Zapadu koji su se pojavili u poslednje tri decenije 20. veka, a koje karakteriše eklektični pristup duhovnosti. Mnoge ideje ovog pokreta imaju korene u starijim duhovnim i verskim tradicijama Zapada i Dalekog istoka, pomešane sa modernim idejama nauke, naročito psihologije i ekologije.
Termin Nju ejdž popularizovali su masovni mediji SAD tokom 1980-ih sa željom da opišu pojavu alternativne potkulture zainteresovane za meditaciju, reinkarnaciju, zdravu hranu, duhovnost, kristale, duhovna iskustva, prirodnu sredinu, pseudo-nauku, nerešene misterije (Atlantida, NLO, krugovi u žitu) i slično. Javljaju se i putnici nju ejdža, koji sa velikim rančevima na leđima kreću na višemesečna putovanja širom sveta, najčešće autostopom.

## Verovanja
- Celokupno čovečanstvo, celokupan život i sve u svemiru je duhovno povezano i deli istu energiju.
- Ljudski um ima mnogo više potencijala nego što trenutno koristi.
- Smrt nije kraj. Život postoji u različitim oblicima i prelazi iz jednog u drugi.
- Intuicija je mnogo važnija nego racionalizam, skepticizam ili naučni metodi.
- Zapadna nauka neopravdano negira fenomene poput parapsihologije, meditacije i holističkog zdravlja.
- Postoji mistična suština svih religija (i istočnih i zapadnih).
- Meditacija, joga, taj či i druge istočnjačke prakse su vredne i smislene.
- Nauka i duhovnost nisu protivurečne, kada su ispravno shvaćene.[1]

## Spoljašnje veze
- Predavanje Milorada Vukašinovića na temu "Nova kontrakultura: rat za ljudske duše" (Centar za kulturu Novi Sad - Zvanični jutjub kanal)
- Dugina porodica, pokret inspirisan filozofijom novog doba
- Sveštenik Srboljub Miletić, Novo doba - Nju ejdž